# Павловец, Александр Валерьевич
Алекса́ндр Вале́рьевич Павлове́ц (бел. Аляксандр Валер'евіч Паўлавец; род. 13 августа 1996, Борисов, Минская область) — белорусский футболист, защитник клуба «Арарат-Армения» и сборной Беларуси. Сын футболиста Валерия Павловца.

## Клубная карьера
Воспитанник борисовской ДЮСШ-2, первый тренер — Михаил Леонидович Быков. С 2013 года выступал за дублирующий состав местного БАТЭ. Осенью 2014 года в составе юношеской команды борисовчан играл в Юношеской лиге УЕФА (провёл 5 матчей).
В марте 2015 года был отдан в аренду «Торпедо-БелАЗ». Сначала выступал за дубль жодинцев, а в сентябре сумел закрепиться в основном составе на позиции центрального защитника. По окончании сезона подписал полноценный контракт с «Торпедо-БелАЗ», в составе которого стал обладателем Кубка Беларуси 2016 (провёл 5 матчей).
В конце июля 2016 года отбыл в аренду в гродненский «Неман». В составе команды стал основным центральным защитником. По окончании сезона вернулся в Жодино. В сезоне 2017 закрепился в основе «Торпедо-БелАЗ». В ноябре подписал с автозаводцами новый двухлетний контракт. В августе 2018 года подписал новый долгосрочный контракт с жодинцами.
В январе 2019 в качестве свободного агента перешёл в «Динамо-Брест». С ними стал чемпионом Беларуси 2019 и обладателем Суперкубка Беларуси 2020. Дебютировал в Лиге чемпионов, сыграв в третьем квалификационном раунде 28 минут против «Маккаби» из Тель-Авива. За брестский клуб Павловец провел 51 игру, забив 1 гол и отдав 1 голевую передачу.
14 октября 2020 года подписал контракт с клубом РПЛ «Ростов», где чаще оставался на скамейке запасных.
В июле 2021 года был отдан вы аренду украинскому «Колосу». 24 июля дебютировал за «Колос» в матче украинской Премьер-лиги против «Вереса» (0:0), выйдя в стартовом составе.
В апреле 2022 года отправился в аренду в польский клуб «Варта». Дебютировал за клуб 23 апреля 2022 года против «Лехии». В конце мая 2022 года покинул клуб.
16 июня 2022 года «Оренбург» объявил о подписании контракта с белорусским защитником. Дебютировал 7 августа в матче 4-го тура РПЛ 2022/23, отыграв весь матч против своей бывшей команды — «Ростова». Дважды отличился в Кубке России, забив по голу московскому «Динамо» и грозненскому «Ахмату».
В январе 2023 года футболист перешёл в греческую «Ламию». Дебютировал за клуб 26 января 2023 года в матче Кубка Греции против клуба «Аполлон Паралимниу», в чьи ворота футболист забил свой дебютный гол. Дебютный матч в греческой Суперлиге 30 января 2023 года против клуба «Ионикос».
В январе 2024 года футболист на правах арендного соглашения перешёл в кипрский клуб «Кармиотисса».
18 июля 2024 года подписал полноценный контракт с армянским клубом «Арарат-Армения». Провел за команду 14 матчей, расставшись с ней в июне 2025 года. После этого подписал контракт с брестским «Динамо». Презентация новичка состоялась в фан-зоне перед матчем 13-го тура высшей лиги с «Гомелем». Контракт рассчитан до конца 2026 года.

## Карьера в сборной
Выступал за юниорские сборные Беларуси до 17 и до 19 лет в квалификационных турнирах чемпионатов Европы. 9 октября 2015 года дебютировал в молодёжной сборной Беларуси в отборочном матче чемпионата Европы-2017 против сборной Турции в Слуцке. Участник Кубка Содружества-2016 (провёл 3 матча).
За первую сборную Беларуси дебютировал 1 июня 2017 года в рамках товарищеского матча со сборной Швейцарии, заменив на 61-й минуте Александра Сачивко.

## Достижения
«Торпедо-БелАЗ»
- Обладатель Кубка Беларуси: 2016

«Динамо» Брест
- Чемпион Беларуси: 2019
- Обладатель Суперкубка Беларуси (2): 2019, 2020

## Статистика

### Клубная
| Выступление         | Выступление      | Выступление      | Лига | Лига | Кубки | Кубки | Еврокубки | Еврокубки | Итого | Итого |
| Клуб                | Лига             | Сезон            | Игры | Голы | Игры  | Голы  | Игры      | Голы      | Игры  | Голы  |
| ------------------- | ---------------- | ---------------- | ---- | ---- | ----- | ----- | --------- | --------- | ----- | ----- |
| БАТЭ                | БВЛ              | 2014             | —    | —    | —     | —     | —         | —         | 0     | 0     |
| БАТЭ                | Итого            | Итого            | —    | —    | —     | —     | —         | —         | 0     | 0     |
| Торпедо-БелАЗ       | БВЛ              | → 2015           | 8    | 0    | 6     | 1     | —         | —         | 14    | 1     |
| Торпедо-БелАЗ       | БВЛ              | 2016             | 8    | 0    | 4     | 0     | —         | —         | 12    | 0     |
| Торпедо-БелАЗ       | БВЛ              | 2017             | 25   | 1    | 1     | 0     | —         | —         | 26    | 1     |
| Торпедо-БелАЗ       | БВЛ              | 2018             | 28   | 2    | 2     | 0     | —         | —         | 30    | 2     |
| Торпедо-БелАЗ       | Итого            | Итого            | 69   | 3    | 13    | 1     | —         | —         | 82    | 4     |
| → Неман (Гродно)    | БВЛ              | 2016             | 15   | 0    | 1     | 0     | —         | —         | 16    | 0     |
| → Неман (Гродно)    | Итого            | Итого            | 15   | 0    | 1     | 0     | —         | —         | 16    | 0     |
| Динамо-Брест        | БВЛ              | 2019             | 23   | 0    | 7     | 0     | —         | —         | 30    | 0     |
| Динамо-Брест        | БВЛ              | 2020             | 20   | 1    | 1     | 0     | 1         | 0         | 22    | 1     |
| Динамо-Брест        | Итого            | Итого            | 43   | 1    | 8     | 0     | 1         | 0         | 52    | 1     |
| Ростов              | РПЛ              | 2020/21          | 5    | 0    | —     | —     | —         | —         | 5     | 0     |
| Ростов              | Итого            | Итого            | 5    | 0    | —     | —     | —         | —         | 5     | 0     |
| → Колос (Ковалёвка) | УПЛ              | 2021/22          | 11   | 0    | 1     | 0     | 1         | 0         | 13    | 0     |
| → Колос (Ковалёвка) | Итого            | Итого            | 11   | 0    | 1     | 0     | 1         | 0         | 13    | 0     |
| → Варта             | Экстракласса     | 2021/22          | 4    | 0    | —     | —     | —         | —         | 4     | 0     |
| → Варта             | Итого            | Итого            | 4    | 0    | —     | —     | —         | —         | 4     | 0     |
| Оренбург            | РПЛ              | 2022/23          | 7    | 0    | 5     | 2     | —         | —         | 12    | 2     |
| Оренбург            | Итого            | Итого            | 7    | 0    | 5     | 2     | —         | —         | 12    | 2     |
| Всего за карьеру    | Всего за карьеру | Всего за карьеру | 154  | 4    | 28    | 3     | 2         | 0         | 184   | 7     |

1. ↑  Включая  Суперкубок Беларуси

Комментарии

### В сборной
| №  | Дата                 | Соперник       | Счёт | Соревнование             |
| 1  | 1 июня 2017 года     | Швейцария      | 0:1  | Товарищеский матч        |
| 2  | 12 июня 2017 года    | Новая Зеландия | 1:0  | Товарищеский матч        |
| 3  | 13 ноября 2017 года  | Грузия         | 2:2  | Товарищеский матч        |
| 4  | 9 июня 2018 года     | Финляндия      | 0:2  | Товарищеский матч        |
| 5  | 19 ноября 2019 года  | Черногория     | 0:2  | Товарищеский матч        |
| 6  | 23 февраля 2020 года | Узбекистан     | 1:0  | Товарищеский матч        |
| 7  | 24 марта 2021 года   | Гондурас       | 1:1  | Товарищеский матч        |
| 8  | 30 марта 2021 года   | Бельгия        | 0:8  | Отборочные матчи ЧМ-2022 |
| 9  | 15 октября 2023 года | Швейцария      | 3:3  | Отборочные матчи ЧЕ-2024 |
| 10 | 18 ноября 2023 года  | Андорра        | 1:0  | Отборочные матчи ЧЕ-2024 |

 Итого по официальным матчам: 9 матчей; 3 победы, 3 ничьих, 4 поражения. 